# 7. gardna zračnoprevozna divizija (ZSSR)
Za druge 7. divizije glejte 7. divizija.
7. gardna zračnoprevozna divizija je bila gardna zračnoprevozna divizija v sestavi Rdeče armade med drugo svetovno vojno.

## Zgodovina
Divizija je bila ustanovljena decembra 1942 v Moskovskem vojaškem okrožju. 
Med drugo svetovno vojno je sodelovala v bitki za Budimpešto.

## Organizacija
- štab
- 18. gardni strelski polk
- 21. gardni strelski polk
- 29. gardni strelski polk
- 10. gardni artilerijski polk